# Podnoszenie ciężarów na Letnich Igrzyskach Olimpijskich Młodzieży 2010 – kategoria powyżej 63 kilogramów dziewcząt
Zawody dziewcząt w kategorii powyżej 63 kilogramów w podnoszeniu ciężarów na Letnich Igrzyskach Olimpijskich Młodzieży 2010 odbyły się 17 sierpnia w Toa Payoh Sports Hall w Singapurze.

## Wyniki
| Rk | Zawodniczka            | Grupa | Waga ciała | Rwanie (kg) | Rwanie (kg) | Rwanie (kg) | Rwanie (kg) | Podrzut (kg) | Podrzut (kg) | Podrzut (kg) | Podrzut (kg) | Razem (kg) |
| Rk | Zawodniczka            | Grupa | Waga ciała | 1           | 2           | 3           | Rezultat    | 1            | 2            | 3            | Rezultat     | Razem (kg) |
| -- | ---------------------- | ----- | ---------- | ----------- | ----------- | ----------- | ----------- | ------------ | ------------ | ------------ | ------------ | ---------- |
|    | Olga Zubowa            | A     | 71.59      | 105         | 110         | 112         | 112         | 135          | 139          | 143          | 143          | 251        |
|    | Chitchanok Pulsabsakul | A     | 119.89     | 108         | 112         | 115         | 115         | 132          | 136          | 142          | 136          | 251        |
|    | Kim Kuk-hyang          | A     | 87.11      | 100         | 106         | 106         | 106         | 138          | 140          | 140          | 138          | 244        |
| 4  | Yao Chi-ling           | A     | 81.37      | 97          | 100         | 103         | 100         | 127          | 133          | 133          | 133          | 233        |
| 5  | Andreea Aanei          | A     | 102.56     | 93          | 98          | 102         | 102         | 120          | 125          | 130          | 125          | 227        |
| 6  | Park Yoon-hee          | A     | 103.53     | 98          | 102         | 106         | 102         | 125          | 125          | 125          | 125          | 227        |
| 7  | Tetjana Syrota         | A     | 73.88      | 85          | 89          | 92          | 89          | 105          | 110          | 113          | 113          | 202        |
| 8  | Iuniarra Simanu        | A     | 96.16      | 80          | 85          | 85          | 85          | 105          | 110          | 110          | 105          | 190        |
| 9  | Milena Kruczyńska      | A     | 69.21      | 79          | 82          | 82          | 82          | 101          | 106          | 106          | 106          | 188        |
| 10 | Ganna Pustovarova      | A     | 104.88     | 83          | 83          | 87          | 83          | 100          | 100          | 100          | 100          | 183        |
| 11 | Prabdeep Sanghera      | A     | 69.25      | 78          | 78          | 82          | 82          | 93           | 97           | 97           | 93           | 175        |
| 12 | Miku Shichinohe        | A     | 72.44      | 75          | 79          | 80          | 80          | 85           | 90           | 93           | 93           | 173        |
|    | Carlotta Brunelli      | A     | 74.91      | 80          | 85          | 85          | 85          | 90           | 90           | 90           | –            | –          |